# Cole-Gletscher
Der Cole-Gletscher ist ein 18 km langer Gletscher des südlichen Grahamlands auf der Antarktischen Halbinsel. Er fließt in nordnordöstlicher Richtung entlang des Godfrey Upland zum Gletschersystem Traffic Circle.
Entdeckt wurde er 1940 von Teilnehmern der United States Antarctic Service Expedition (1939–1941). Eine grobe Kartierung erfolgte 1958 durch den Falkland Islands Dependencies Survey. Das UK Antarctic Place-Names Committee benannte den Gletscher 1962 nach Humphrey Cole (≈1530–1591), dem bedeutendsten englischen Konstrukteur wissenschaftlicher Gerätschaften des Elisabethanischen Zeitalters, der tragbare Navigationsinstrumente entwickelte und damit die Entdeckungsreisen Martin Frobishers ausstattete.